# Adrià Pina Alegre
Adrià Pina Alegre (L'Alcúdia, 5 de març de 1959) és un artista valencià.
Des de ben prompte va tindre interés pel món de l'art i més concretament pel de la pintura, realitzant exposicions quan era un adolescent. Els seus inicis es remunten al taller del reconegut artista també valencià i resident al seu mateix poble, Manuel Boix. La seua obra ha passat per una definició de l'art pop, l'hiperrealisme i altres amb un estil personal. La sèrie "Mans" es defineix com a realista o hiperrealista, i es desenvolupa en el temps fins al present. Respecte a l'art pop, la sèrie "Marilyn 000" n'és un exemple, així com la sèrie "Joc", on comença a incorporar elements característics del seu imaginari. Les sèries "Capses", "Eines" i "Cities-Stadte" són exemples de l'estil personal, així com la sèrie "Reclam" què adquireix forma com una mena de reclam publicitari.

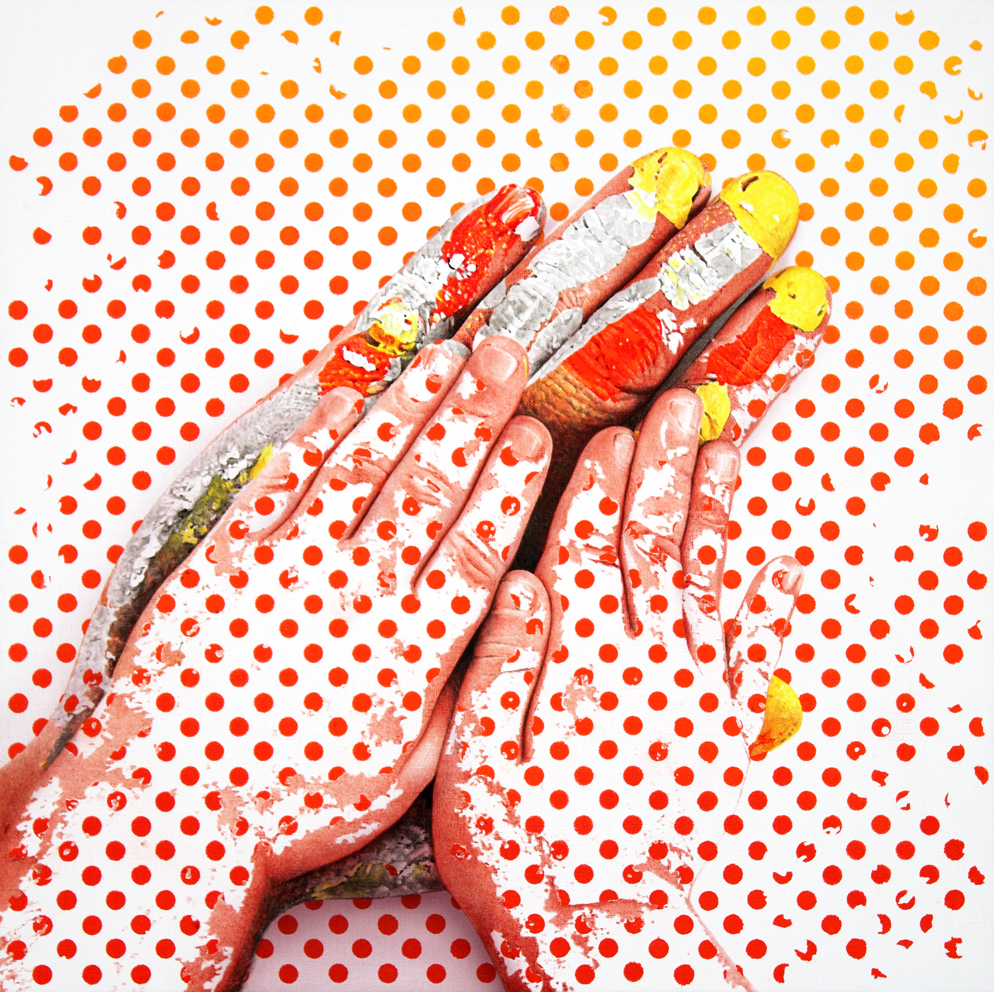
Mans, Mímesi 07, per Adrià Pina

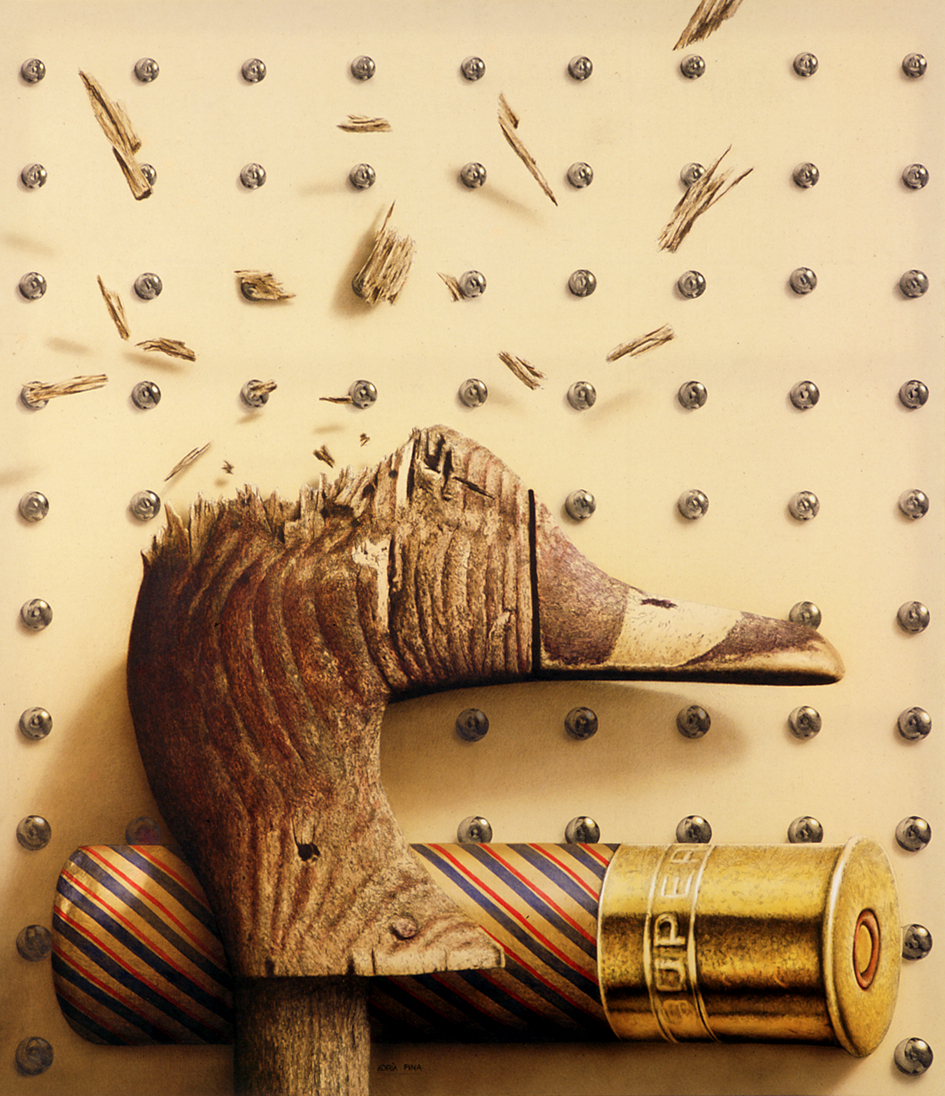
Reclam, per Adrià Pina

Ha realitzat exposicions individuals, iniciades l'any 1978 a Dénia, a galeries d'art a València, organitzades per la Galeria Punto, la Galería Yguanzo a Madrid, la Galeria Greca a Barcelona o la Galería Ventana Abierta a Sevilla. A centres expositius l'any 1986 va exposar a la Diputació de Màlaga la sèrie "Eines", una mostra que va ser itinerant per tota la província. L'any 1995 ho va fer a la Fundación Cultural del COAM de Madrid, on la sèrie "Cities-Stadte" va ser la protagonista. Un any després, el 1996, va exposar la sèrie "Capses" al museu Cruz Herrera de La Línea de la Concepción, a Cadis i en 2004 tornaria a aquesta ciutat andalusa per celebrar una mostra retrospectiva organitzada per la Fundació Provincial de Cultura de la Diputació de Cadis. L'any 2007 va participar en una mostra a Perpinyà en col·laboració amb el Centre d'Art Contemporain À cent mètres du centre du monde i el 2008 va exposar a les Reials Drassanes de València novament una retrospectiva de les seues creacions des de 1975 fins a 2007.